# Bernardia fonsecae
Bernardia fonsecae är en törelväxtart som beskrevs av A.Cerv. och J.Jiménez Ram.. Bernardia fonsecae ingår i släktet Bernardia och familjen törelväxter. Inga underarter finns listade i Catalogue of Life.